# Celesta
La celesta  és un instrument musical, de composició similar a piano, però els martells activats per tecles percuden a plaques de metall en lloc de cordes tenses. Aquestes plaques en ser colpejades provoquen una ressonància sobre una caixa de fusta destinada a aquest fi, produint un so "celestial", del qual prové el nom.
La celesta és un instrument musical de teclat inventat entre 1866 i 1886 pel constructor d'harmòniums parisenc Auguste Mustel, i el seu origen sembla provenir del gendér javanès.
Els compositors francesos i russos van ser els primers a utilitzar aquest instrument dins de l'orquestra simfònica. Cèlebres són els exemples que trobem en obres com  El Trencanous  de Txaikovski,  Ma mère l'Oye  de Ravel o  El cavaller de la rosa  de Richard Strauss.
La celesta és l'instrument que sona al principi de la banda sonora de les pel·lícules de Harry Potter, en la gran "Everyday" de Buddy Holly i en la famosa cançó  Light My Fire  de The Doors. També, és l'instrument que George Martin utilitza en la versió de The Beatles de Baby It's You, a l'uníson amb el solo de guitarra.

## Descripció
Adopta l'aparença d'un petit piano vertical en què les cordes han estat reemplaçades per làmines metàl·liques que travessen els tubs de ressonància de fusta. A causa de l'acció de les tecles, uns martells colpegen les làmines, igual que en el piano, hi ha un pedal que permet accionar els apagadors. Les làmines produeixen sons de gran puresa, suavitzats per les vibracions dels ressonadors (un per nota). La seva extensió sol abastar de 4 a 5 octaves, començant sempre la primera tecla en do, equivalent al DO2 del Piano, encara que alguns models (sobretot el 5 1/2a de Yamaha) poden ampliar-lo fins a 5/8 i mitja (fins al fa).
Hi ha, com en el cas del piano, celesta de model exclusiu, amb forma de piano de cua petit, o fins i tot celestes d'un rang equivalent al d'un piano (8 octaves), però, el fet de construir les celestes enormes per aquest motiu, les fa tremendament ressonants, i embafadores a cau d'orella, de manera que gairebé mai es construeixen.

## Història

El mecanisme Mustel de la celesta

La celesta va ser inventada l'any 1886 pel constructor d'harmòniums parisenc Auguste Mustel. El seu pare, Charles Victor Mustel, havia desenvolupat el precursor de la celesta, la tipòfona, el 1860. Aquest instrument produïa so colpejant diapasons en lloc de les plaques metàl·liques que s'utilitzarien a la celesta. El dulcitone funcionava de manera idèntica al tipòfon i es va desenvolupar simultàniament a Escòcia; no és clar si els seus creadors eren conscients de l'instrument dels altres. Els usos de la tipòfona i del dulcitone estaven limitats pel seu baix volum, massa silenciós per ser escoltat en una orquestra completa.
Se sol citar a Piotr Ilitx Txaikovski com el primer compositor important a utilitzar aquest instrument en una obra per a orquestra simfònica completa. El va fer servir per primera vegada en el seu poema simfònic La Voievoda, op. post. 78, estrenada el novembre de 1891. L'any següent, va utilitzar la celesta en passatges del seu ballet El Trencanous (Op. 71, 1892), sobretot a la Variation de la Fée Dragée (comunament coneguda com la Dansa de la Fada del Sucre), en resposta a les instruccions del mestre de ballet Marius Petipa que la música s'assemblava a "...gotes d'aigua disparant..." .
Tanmateix, Ernest Chausson va precedir Txaikovski fent servir la celesta el desembre de 1888 en la seva música escènica, escrita per a una petita orquestra, per a La tempête (traducció francesa de Maurice Bouchor de La tempesta de William Shakespeare).
La celesta també s'utilitza notablement a la Simfonia núm. 6 de Gustav Mahler, particularment al 1r, 2n i 4t moviments, a la seva Simfonia núm. 8 i Das Lied von der Erde. Karol Szymanowski la va presentar a la seva Simfonia núm 3. Gustav Holst va utilitzar l'instrument en la seva obra orquestral de 1918 Els planetes, especialment en el moviment final, Neptú, el místico. També ocupa un lloc destacat a la Música per a cordes, percussió i celesta de Béla Bartók de 1936. Ottorino Respighi el va incloure en una sèrie de les seves obres, especialment el "tríptic romà" de poemes en to. George Gershwin va incloure un solo de celesta a la partitura d' An American in Paris . Ferde Grofe també va escriure una cadència ampliada per a l'instrument en el tercer moviment de la seva Suite Grand Canyon. Dmitri Xostakovitx va incloure parts per a Celesta en set de les seves quinze simfonies, amb un ús notable a la coda de la quarta simfonia. Erich Wolfgang Korngold la va incloure en moltes de les seves obres, des del lied de Marietta a l'acte 1 de la seva òpera Die tote Stadt, passant per la seva carrera cinematogràfica, fins al seu Concert per a violí (sobretot en el segon moviment), entre d'altres.
El compositor nord-americà del segle XX Morton Feldman va utilitzar la celesta en moltes de les seves peces de cambra a gran escala, com Crippled Symmetry i For Philip Guston, i va figurar en gran part de la seva música orquestral i altres peces. En algunes obres, com "Five Pianos" un dels intèrprets dobla a celesta.
La celesta s'utilitza a la cantata de Carl Orff Carmina Burana (1936), i en algunes òperes del segle XX com l'escena Silver Rose a Der Rosenkavalier (1911).
La part del glockenspiel del teclat a La flauta màgica de Mozart la toca sovint una celesta.

## Fabricants

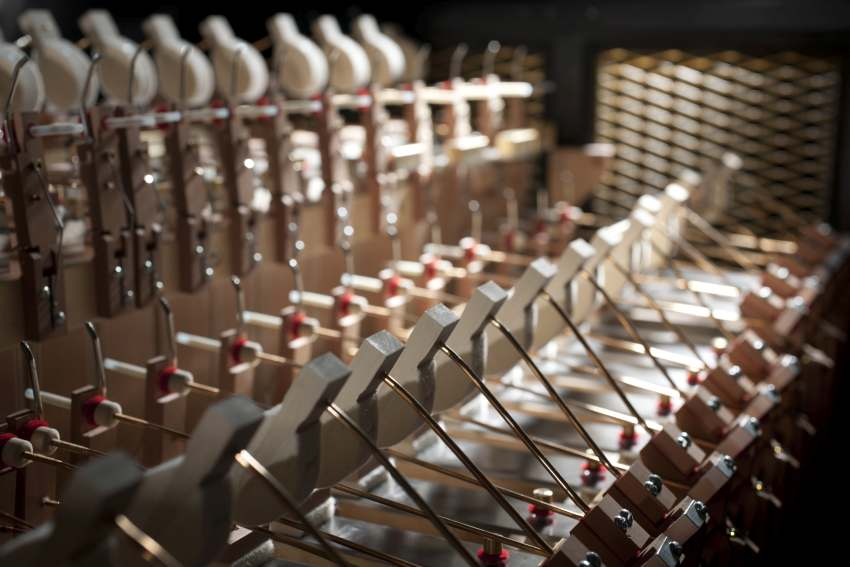
Vista interior d'una celesta

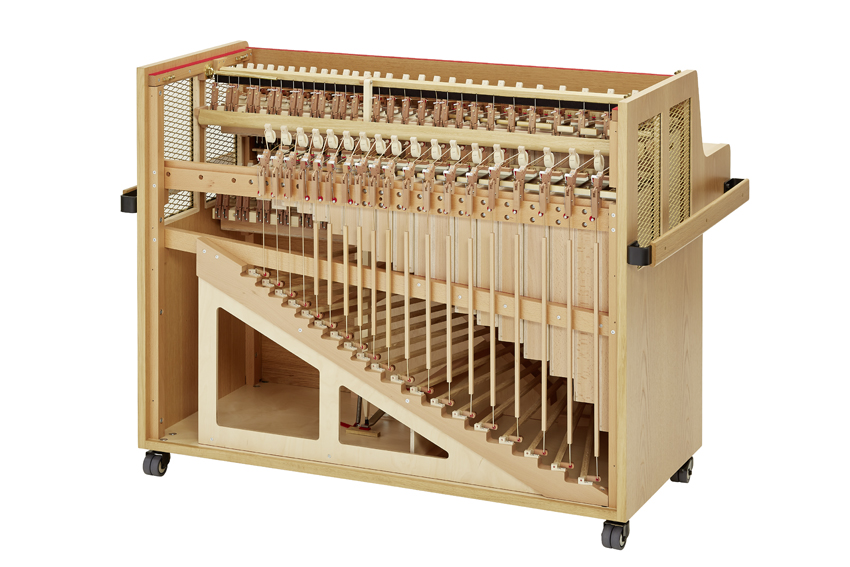
Celesta amb la protecció posterior retirada

Schiedmayer i Yamaha són les úniques empreses que actualment fan celestas. Altres fabricants coneguts que van fer celestas en el passat inclouen:
- Mustel & Company (París, França)
- Simone Bros. Celeste MFGS (Filadelfia i Nova York, EUA)
- Morley (Anglaterra)
- Jenco (Decatur, Illinois, EUA)
- Helmes (Nova York, EUA)